# Яковлєв Юрій Володимирович
Юрій Володимирович Яковлєв (26 серпня 1961, смт Шолоховський (нині Білокалитвинський район, Ростовської області, РФ)) — український літакобудівельник російського походження, один із визначних авіаконтсрукторів надлегких літаків в Україні.

## Життєпис
Освіту отримав у Куйбишевському авіаційному інституті (нині структурний підрозділ Самарського національного дослідного університету імені С. П. Корольова).
З 1985 по 1995 працював у київському ОКБ імені О. К. Антонова і в цей же час організував роботу аматорського авіаклубу «Аеропракт».
В 1991 зареєстрував в Україні комерційне підприємство ТзОВ «Аеропракт», яке займається виробництвом надлегких багатоцільових літаків.

## Громадсько-політична діяльність
З квітня 2014 року Юрій Яковлєв долучився до патрулювання державного кордону України на волонтерських засадах в рамках громадської ініціативи по допомозі українським прикордонникам після початку агресії з боку Російської Федерації. Загалом в рамках цієї ініцативи бере участь 4 літаки типу «Аеропракт», серед яких був і літак Аеропракт А-22 оснащений додатковим захистом від можливих кульових обстрілів і пофарбований у синій колір з нанесенням ронделів державної авіації на крила та фюзеляж, а також Державного герба України на хвостове оперення.

## Особисте життя
У шлюбі з 1986 року. Дружина Алевтина. Має сина Тимофія та доньку, які беруть активну участь в роботі підприємства «Аеропракт» та однойменного аероклубу; обоє дітей мають посвідчення пілотів і беруть участь у всеукраїнських та міжнародних змаганнях з літакового спорту.